# Nottingham Open 2019
Nottingham Open 2019 (також відомий як Nature Valley Open за назвою спонсора) — професійний тенісний турнір, що проходив на відкритих кортах з трав'яним покриттям Nottingham Tennis Centre у Ноттінгемі (Велика Британія). Це був 12-й за ліком турнір серед чоловіків і 24-й - серед жінок. Належав до категорії International в рамках Туру WTA 2019 серед жінок, і Тур ATP Challenger - серед чоловіків. Тривав з 10 до 16 червня 2019 року.

## Учасники основної сітки в рамках чоловічого турніру

### Сіяні пари
| Країна          | Гравець             | Рейтинг1 | Сіяний |
| --------------- | ------------------- | -------- | ------ |
| Велика Британія | Dan Evans           | 80       | 1      |
| Австралія       | Бернард Томіч       | 84       | 2      |
| Хорватія        | Іво Карлович        | 94       | 3      |
| Іспанія         | Марсель Гранольєрс  | 107      | 4      |
| Австрія         | Денніс Новак        | 113      | 5      |
| Німеччина       | Yannick Maden       | 114      | 6      |
| Польща          | Kamil Majchrzak     | 117      | 7      |
| Канада          | Пітер Поланскі      | 123      | 8      |
| Південна Корея  | Kwon Soon-woo       | 135      | 9      |
| Австрія         | Себастьян Офнер     | 140      | 10     |
| Індія           | Рамкумар Раманатхан | 143      | 11     |
| Німеччина       | Oscar Otte          | 144      | 12     |
| Росія           | Євген Донской       | 145      | 13     |
| Франція         | Antoine Hoang       | 146      | 14     |
| Швеція          | Мікаель Імер        | 148      | 15     |
| Чехія           | Лукаш Росол         | 149      | 16     |

- 1 Рейтинг подано станом на 27 травня 2019.

### Інші учасники
Нижче наведено учасників, які отримали вайлд-кард на участь в основній сітці:
- Лієм Броді
- Jack Draper
- Dan Evans
- Evan Hoyt
- Paul Jubb

Гравець, що потрапив в основну сітку як спеціальний виняток:
- Іво Карлович

Гравець, що потрапив в основну сітку як заміна:
- Ернесто Ескобедо

Нижче наведено гравців, які пробились в основну сітку через стадію кваліфікації:
- Брайден Клейн
- Ryan Peniston

## Учасниці основної сітки в рамках жіночого турніру

### Сіяні пари
| Країна    | Гравчиня            | Рейтинг1 | Сіяна |
| --------- | ------------------- | -------- | ----- |
| Франція   | Каролін Гарсія      | 22       | 1     |
| Хорватія  | Донна Векич         | 24       | 2     |
| Казахстан | Юлія Путінцева      | 28       | 3     |
| Греція    | Марія Саккарі       | 30       | 4     |
| Україна   | Даяна Ястремська    | 32       | 5     |
| Австралія | Айла Томлянович     | 47       | 6     |
| КНР       | Ч Шуай              | 50       | 7     |
| Франція   | Крістіна Младенович | 53       | 8     |
| Німеччина | Татьяна Марія       | 57       | 9     |
| Росія     | Євгенія Родіна      | 70       | 10    |

- 1 Рейтинг подано станом на 27 травня 2019.

### Інші учасниці
Нижче наведено учасниць, які отримали вайлд-кард на участь в основній сітці:
- Нейкта Бейнз
- Maia Lumsden
- Кейті Свон

Учасниця, що потрапила в основну сітку завдяки захищеному рентингові:
- Шелбі Роджерс

Нижче наведено гравчинь, які пробились в основну сітку через стадію кваліфікації:
- Магдалена Френх
- Даніелль Лао
- Тара Мур
- Еллен Перес
- Елена-Габріела Русе
- Liudmila Samsonova

Такі тенісистки потрапили в основну сітку як Щасливі лузери:
- Хлое Паке
- Анкіта Райна

### Відмовились від участі
- Ешлі Барті → її замінила  Даліла Якупович
- Кейті Баултер → її замінила  Астра Шарма
- Міхаела Бузернеску → її замінила  Сара Соррібес Тормо
- Віталія Дяченко → її замінила  Бернарда Пера
- Дарія Гаврилова → її замінила  Дженніфер Брейді
- Каміла Джорджі → її замінила  Моніка Нікулеску
- Джоанна Конта → її замінила  Гезер Вотсон
- Анастасія Потапова → її замінила  Івана Йорович
- Юлія Путінцева → її замінила  Хлое Паке
- Барбора Стрицова → її замінила  Гаррієт Дарт
- Маркета Вондроушова → її замінила  Шелбі Роджерс
- Даяна Ястремська → її замінила  Анкіта Райна

### Знялись
- Магдалена Рибарикова (respiratory infection)

## Учасниці основної сітки в парному розряді

### Сіяні пари
| Країна   | Гравчиня           | Країна   | Гравчиня           | Рейтинг1 | Сіяна |
| -------- | ------------------ | -------- | ------------------ | -------- | ----- |
| Канада   | Габріела Дабровскі | КНР      | Сюй Їфань          | 22       | 1     |
| Польща   | Алісія Росольська  | КНР      | Ян Чжаосюань       | 55       | 2     |
| Хорватія | Дарія Юрак         | Словенія | Катарина Среботнік | 67       | 3     |
| Японія   | Ніномія Макото     | Чехія    | Рената Ворачова    | 107      | 4     |

- 1 Рейтинг подано станом на 27 травня 2019.

### Інші учасниці
Нижче наведено пари, які отримали вайлдкард на участь в основній сітці:
- Нейкта Бейнз /  Фрея Крісті
- Sarah Beth Grey /  Еден Сілва

## Переможці та фіналісти

### Одиночний розряд, чоловіки
- Dan Evans —  Євген Донской 7–6(7–3), 6–3.

### Одиночний розряд, жінки
- Каролін Гарсія —  Донна Векич, 2–6, 7–6(7–4), 7–6(7–4)

### Парний розряд, чоловіки
- Сантьяго Гонсалес /  Айсам-уль-Хак Куреші —  Gong Maoxin /  Zhang Ze 4–6, 7–6(7–5), [10–5].

### Парний розряд, жінки
- Дезіре Кравчик /  Джуліана Ольмос —  Еллен Перес /  Родіонова Аріна Іванівна, 7–6(7–5), 7–5